# Куксон, Сэм (валлийский футболист)
Сэ́мьюэл Пе́рси Ку́ксон (англ. Samuel Percy Cookson; январь 1891 — дата смерти неизвестна), более известный как Сэм Куксон (англ. Sam Cookson) — валлийский футболист, фланговый хавбек.

## Биография
Родился в Баргойде. Выступал за местный клуб «Баргойд Таун». В феврале 1914 года перешёл в английский клуб «Манчестер Юнайтед» за 50 фунтов. В основном составе «Юнайтед» дебютировал 26 декабря 1914 года в матче против «Ливерпуля» на «Энфилде», сыграв на позиции правого хавбека. Всего в сезоне 1914/15 провёл за команду 13 матчей (12 — в лиге и 1 — в Кубке Англии). После прекращения официальных турниров в Англии в 1915 году продолжал выступать за клуб в военных турнирах.
После окончания войны был отпущен клубом.